# خسرو أباد (فخرود)
خسرو أباد (بالفارسية: خسروآباد) هي مستوطنة تقع في إيران في قسم فخرود الريفي. يقدر عدد سكانها بـ 460 نسمة بحسب إحصاء 2016.